# Diogmites goniostigma
Diogmites goniostigma là một loài ruồi trong họ Asilidae. Diogmites goniostigma được Bellardi miêu tả năm 1861. Loài này phân bố ở vùng Tân nhiệt đới.